# Illa d'Iriomote
L'Illa d'Iriomote (西表島, Iriomote-jima, Yaeyama: Irïmutii; Dialecte d'Iriomote: Irimutii; Okinawà: Iriumuti) és la més gran de les illes Yaeyama del Japó i la segona més gran de la prefectura d'Okinawa després de l'illa d'Okinawa.
L'illa té una superfície de 289,27 km² i una població de 2.347 habitants el 2005. L'illa no té una línia de sortida, i la majoria de visitants - més de 390.000 el 2006 - arriben des d'Ishigaki en ferri, uns 31,4 km. de recorregut fins al Port d'Uwahara (上原港) a la costa nord-est d'Iriomote o al Port d'Ōhara (大原港) a la costa sud-est. Administrativament l'illa pertany a la ciutat de Taketomi, a la prefectura d'Okinawa. La infraestructura està limitada a un únic camí costaner que connecta els poblets de la riba nord i oriental.

## Flora i fauna
L'illa té fama pel gat d'Iriomote, un gat salvatge en perill crític que només es troba a Iriomote. El 2007 la dimensió de la població s'estima entre 100 i 110 individus.
L'illa té una serp verinosa: Trimeresurus elegans, coneguda localment com l'habu, una espècie de crotalí i la seva picada té una taxa de mortalitat del 3% i una taxa de discapacitat permanent del 6-8%.

## Cultura
El dialecte d'Iriomote del idioma Yaeyama és parlat per alguns habitants de l'illa.

## Història
L'illa tenia pocs assentaments de pescadors i productors d'arròs a les zones costaneres, però mai va tenir una gran població fins que la Mina de Carbó d'Iriomote va funcionar entre els anys 1889 i 1959.
Durant la Segona Guerra Mundial, alguns residents d'Ishigaki van ser obligats a refugiar-se a Iriomote, molts dels quals van contraure la malària. Després de la guerra, les forces nord-americanes al Japó van erradicar la malària de l'illa i ha estat lliure de paludisme des de llavors. L'illa, juntament amb la resta de la prefectura d'Okinawa, van romandre un territori controlat pels Estats Units fins al 1972. Iriomote va ser retornat al Japó el 17 de juny de 1972.

## Economia
A part del turisme, l'economia insular es manté amb la producció agrícola, principalment de pinya, canya de sucre, mango, cultiu de perles i pesca.

## Geografia

Una foto satèl·lit de l'illa d'Iriomote, l'abril del 2014. Iriomote és al centre i hi ha altres illes petites que l'envolten.

El 90% de l'illa està coberta per densos pantans i manglars. El 80% de l'illa és terra estatal protegida i el 34,3% de l'illa forma el Parc Nacional d'Iriomote. El punt més alt de l'illa és el Mont. Komi (古 見 岳Komidake) a 4,695 metres (15,404 ft) Al voltant de 21 quilometres (13 mi) al nord-oest (24° 33′ 29″ N, 124° 00′ 00″ E / 24.558°N,124.00°E) d'Iriomote és un volcà submarí actiu l'última erupció en 1924; el cim és de 200 metres (660 ft) per sota del nivell del mar.
El riu Urauchi de l'illa és el riu més gran de la prefectura d'Okinawa, i els rius més petits Nakama i Nakara també flueixen dins de l'illa. Iriomote també acull les caigudes de Pinaisara, la cascada més gran de la prefectura d'Okinawa.

## Galeria

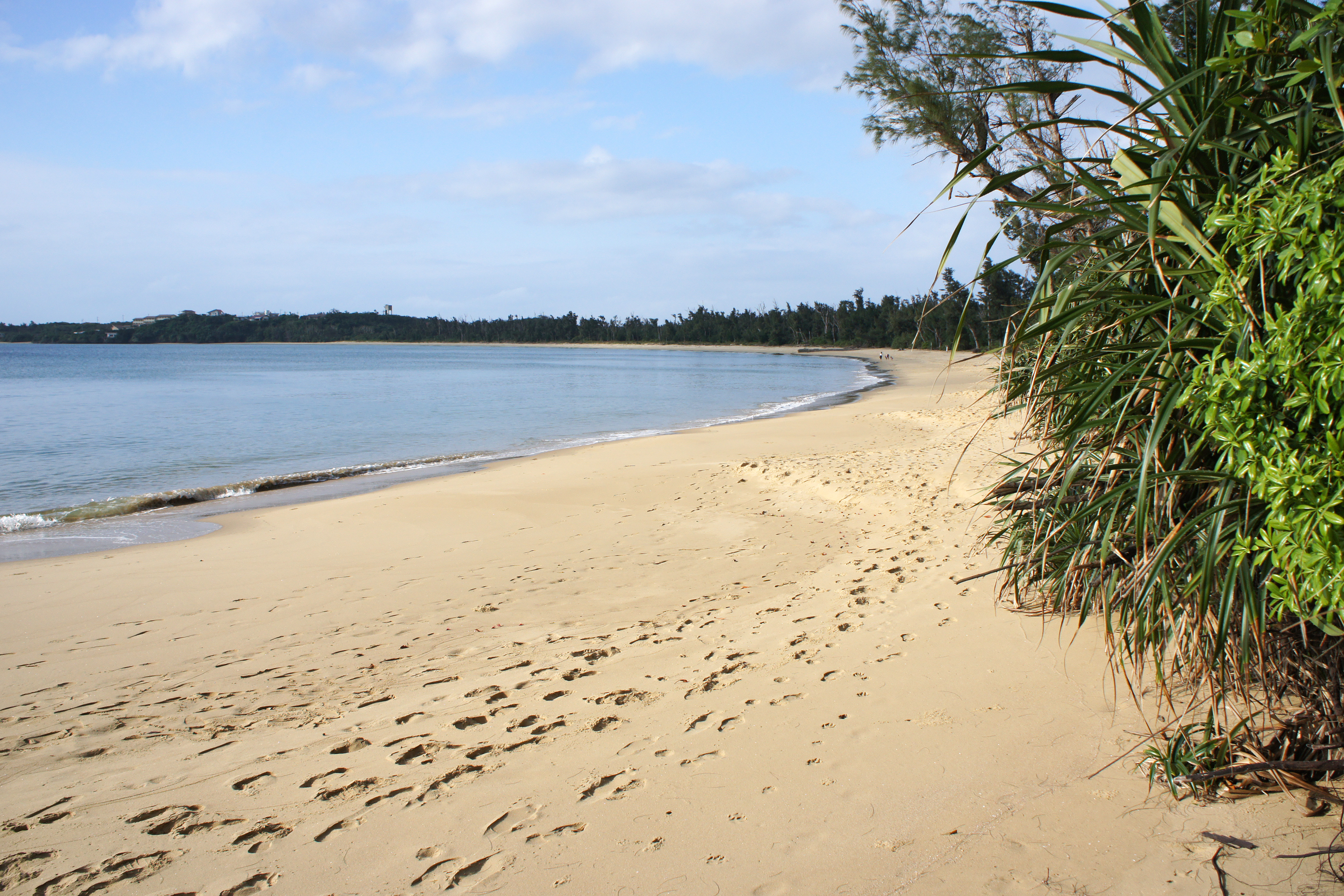
Tsuzumari-no-hama (platja de Tsukigahama)
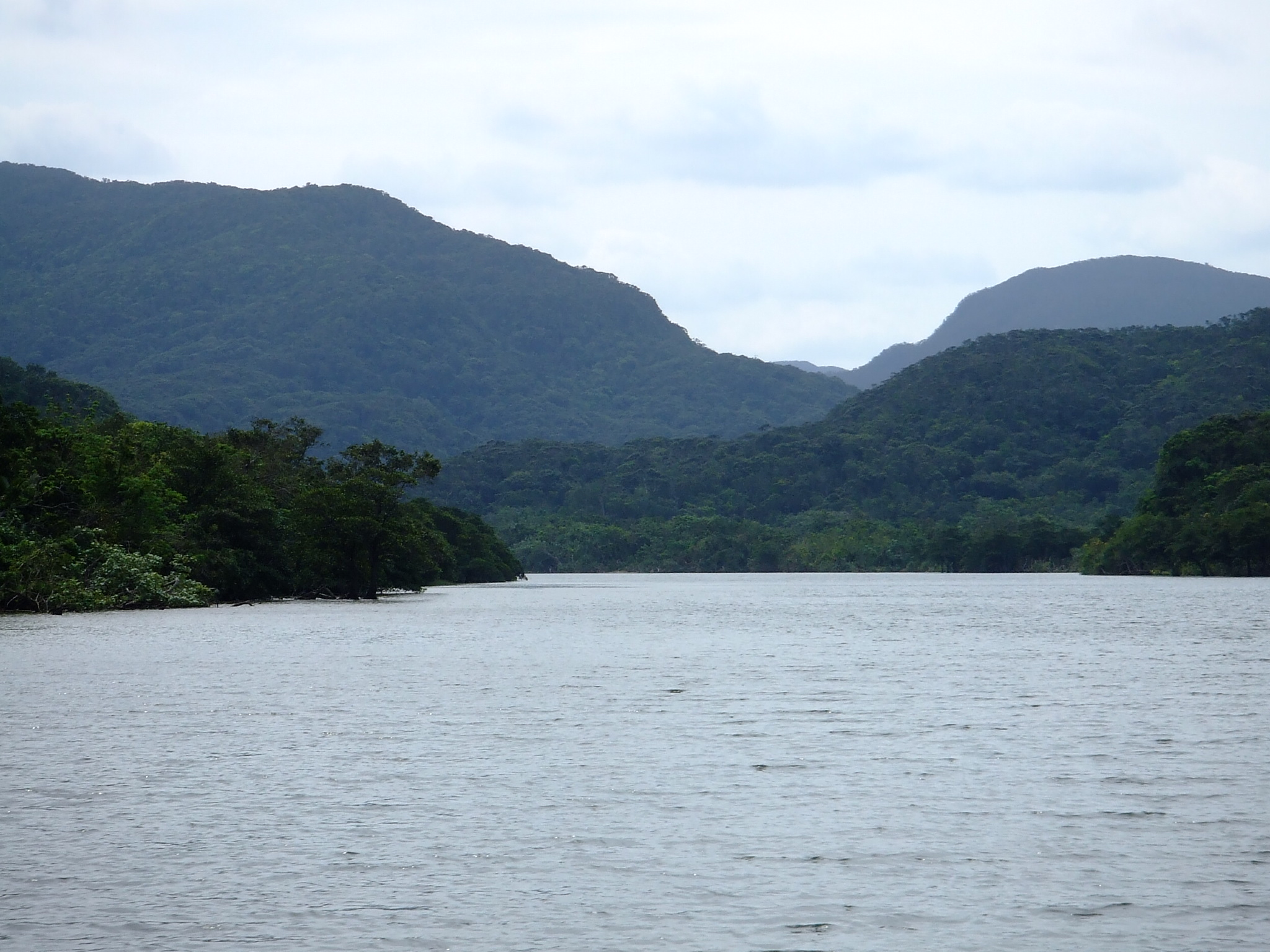
Urauchi-gawa: el riu més llarg d'Okinawa.
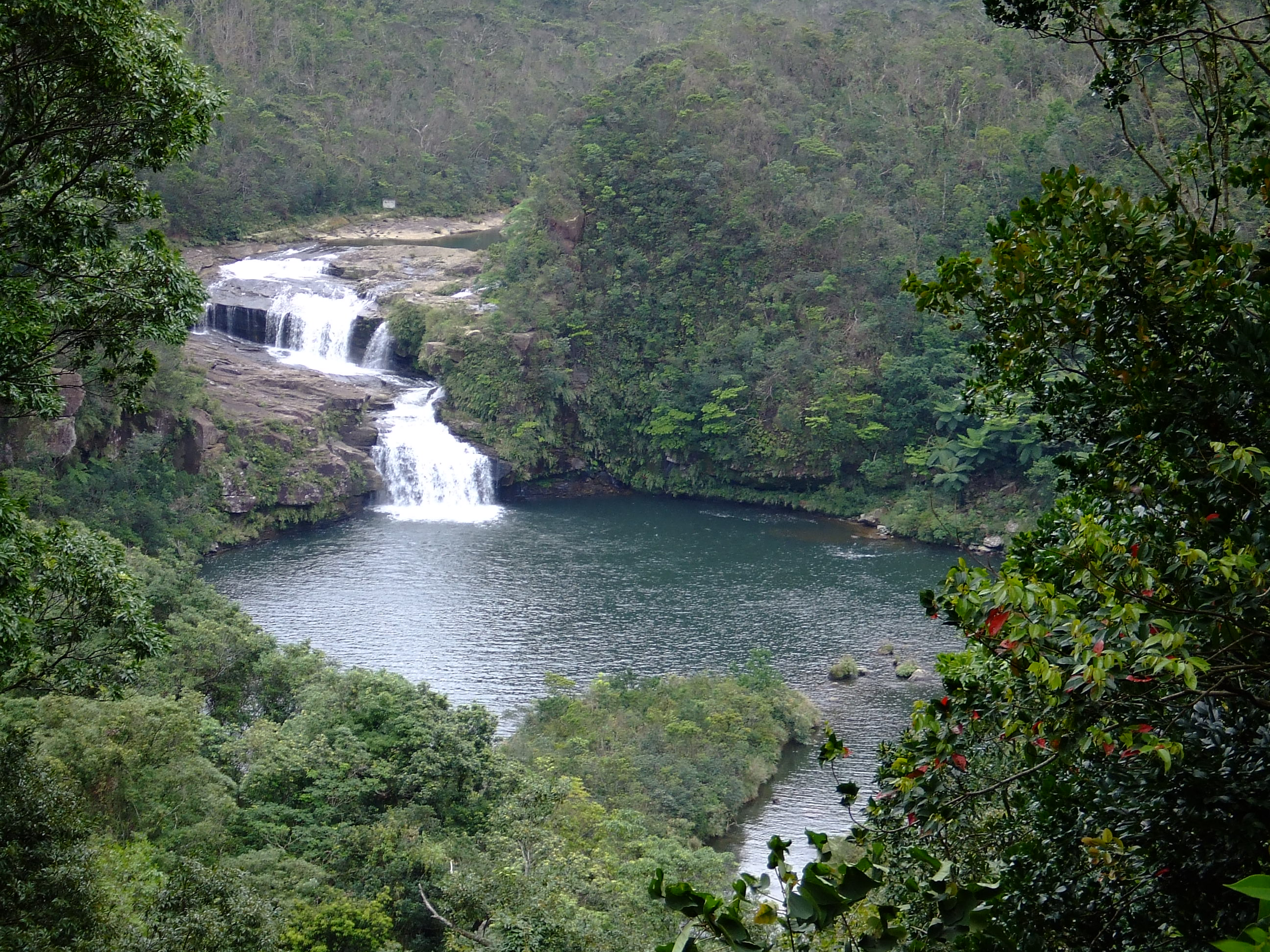
Mariyudō-no-taki: cascada del riu Urauchi.
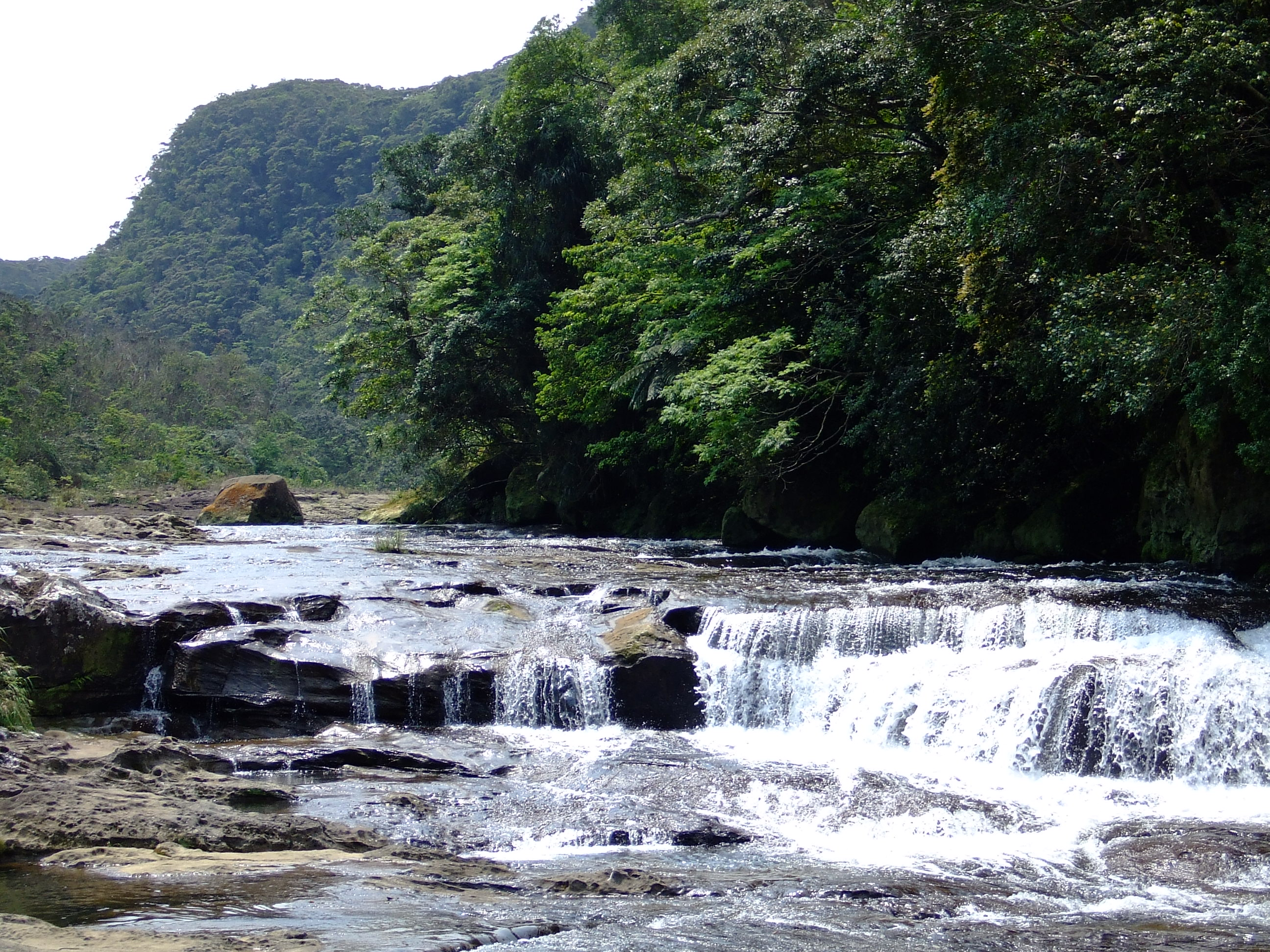
Kampire-no-taki: Una secció de la cascada de Kampire al riu Urauchi.
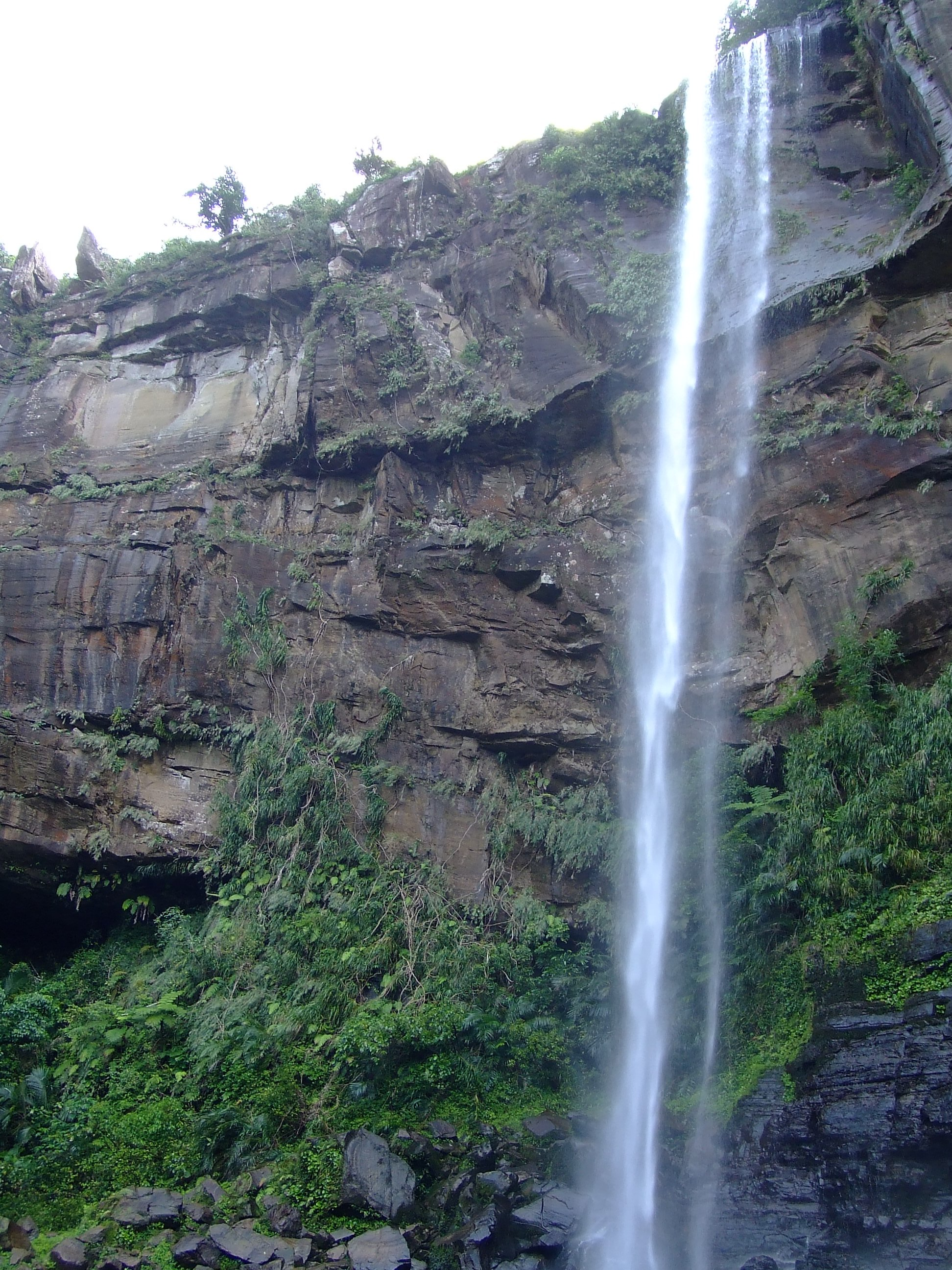
Pinaisara-no-taki: cascada al nord de l'illa.
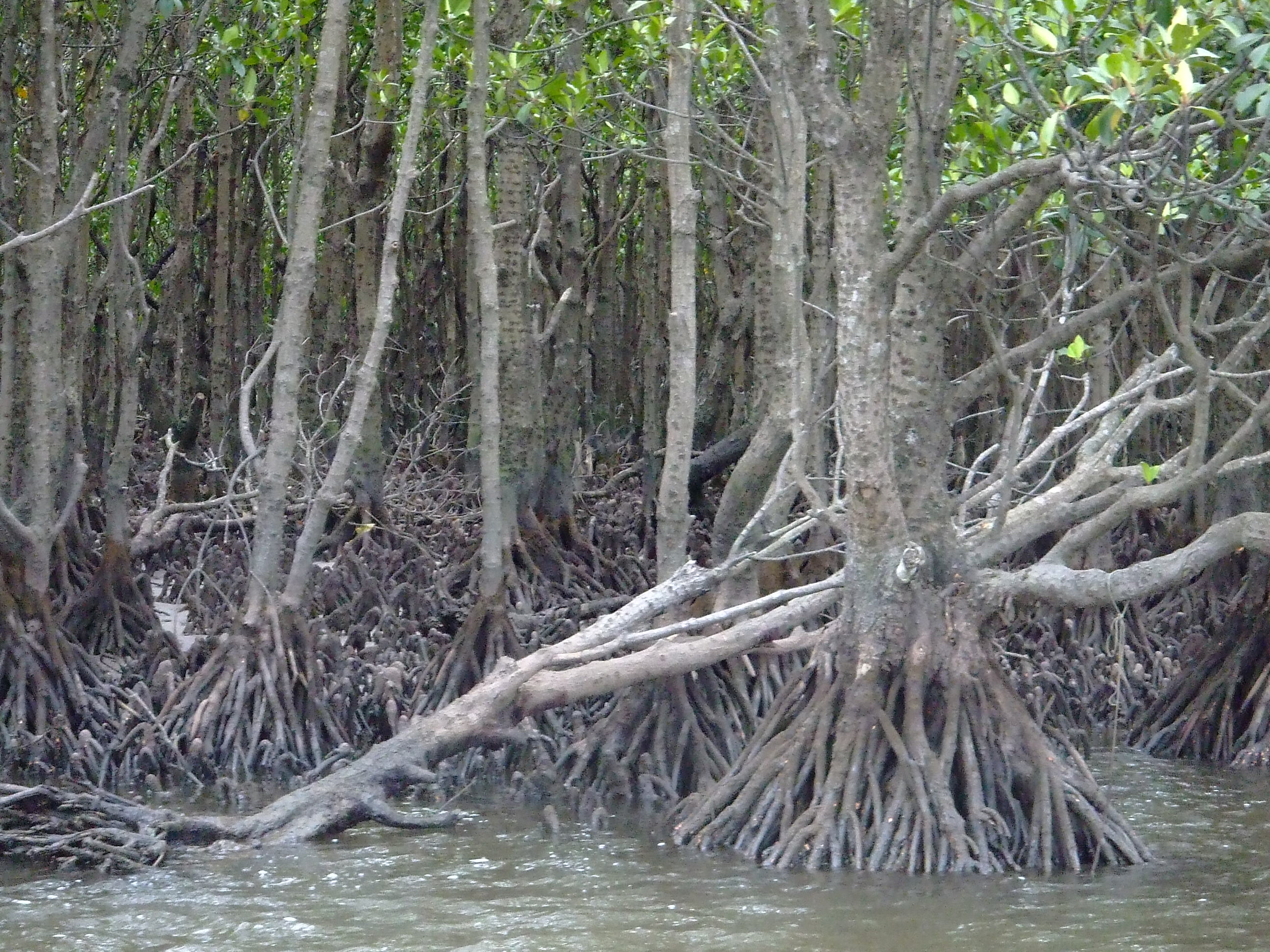
Mangrove al riu Nakama.
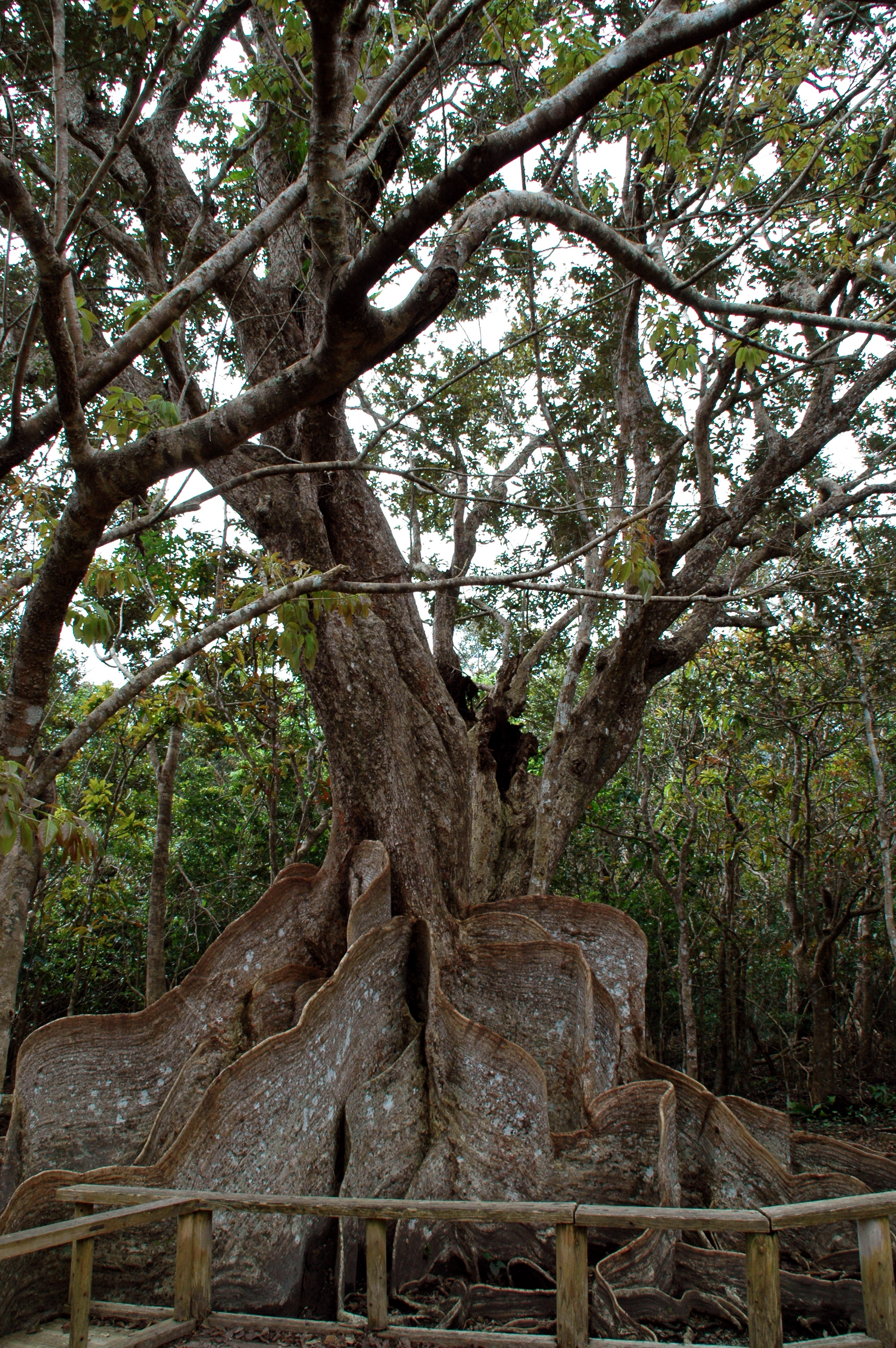
L'Arbre Sakishimasuou: És diu que és el mangle més gran i antic del Japó.
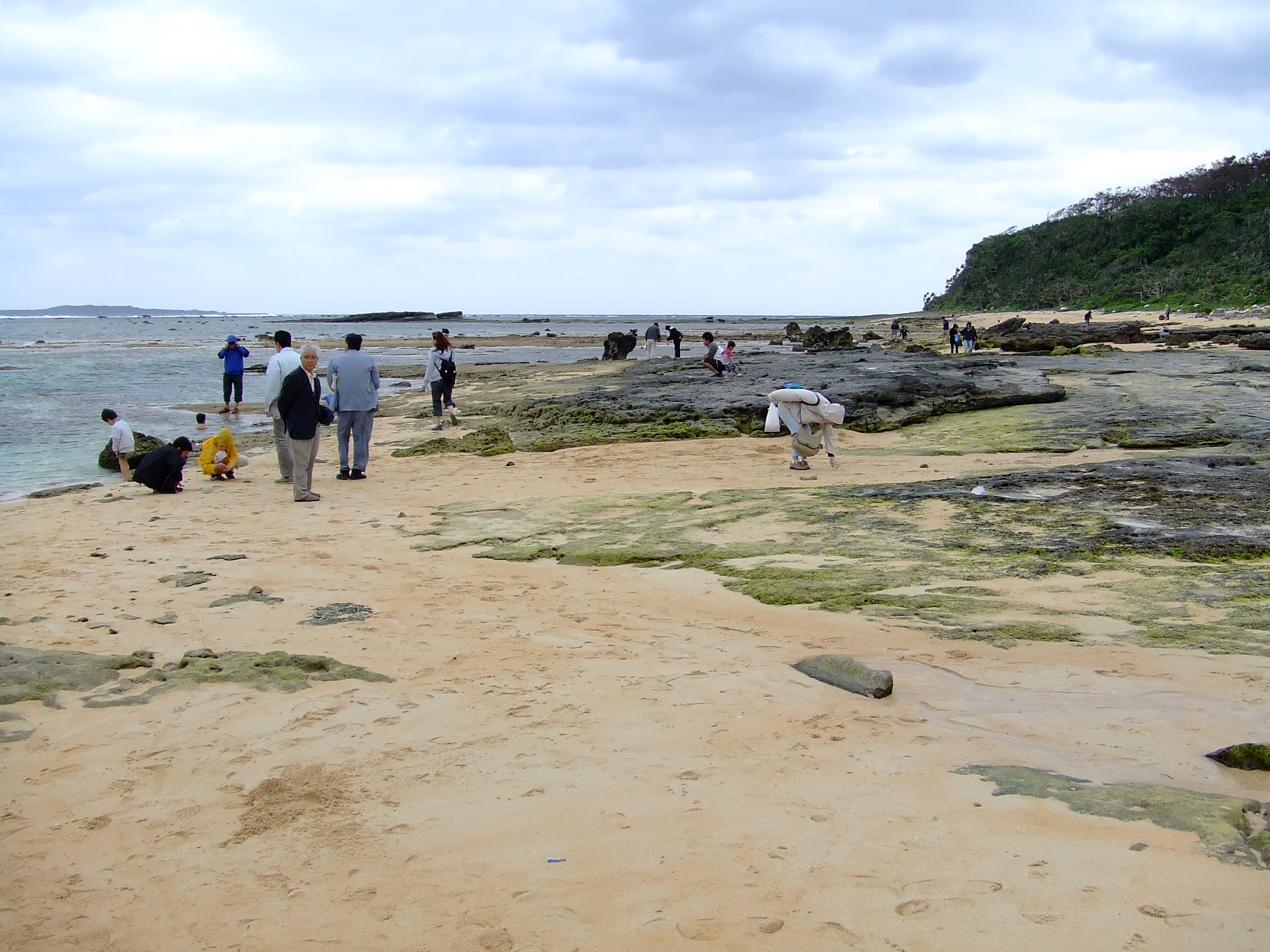
Hoshizuna-no-hama: caçadors d'arena que busquen grans de sorra en forma d'estels.
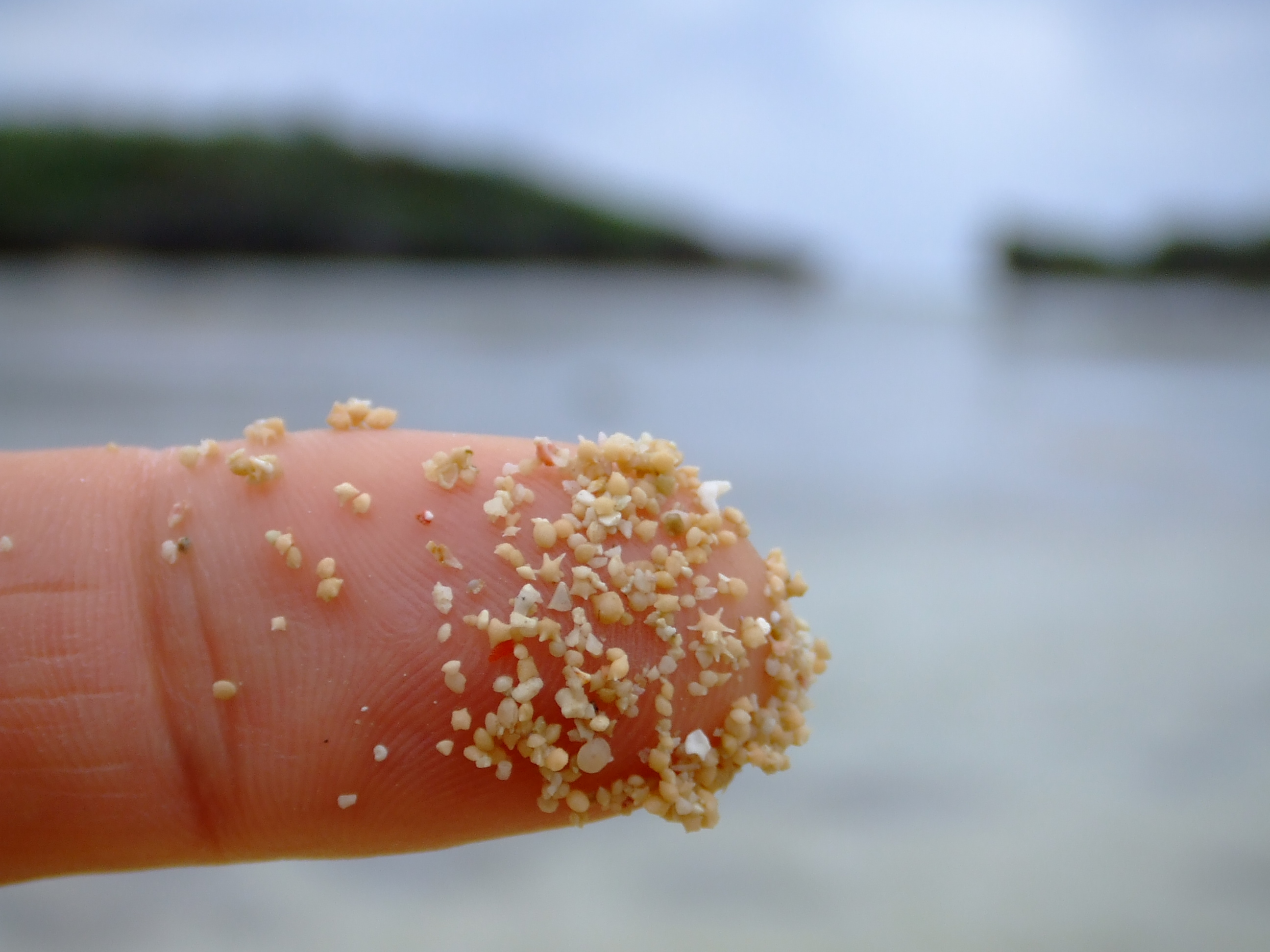
Arena sorra de Hoshizuna-no-hama: proves degradades de carbonat de calci de de foraminífers dels esculls propers.